# Bosko
Bosko a fost primul star Warner Brothers cunoscut a fi din seria de desene animate, Looney Tunes.
În 1927, Harman și Ising au lucrat încă pentru Walt Disney Studios la o serie cu scurt-metraje live-action/animate știute ca Alice Comedies. Hugh Harman l-a creat pe Bosko în 1927, înante de a părăsi locul Disney.
Harman și Ising l-au creat pe Bosko ca un copil de culoare animat. Oficiala apariție a lui Bosko a fost, Sinkin in the Bathub.
Bosko a mai fost de asemenea parte a serie Happy Harmonies pentru MGM Cartoon Studio.
1. 1 2  Ising, Rudolf, Who's Who in Animated Cartoon[*]
2. 1 2  Animation: A World History: Volume I: Foundations - The Golden Age[*], p. 118 Verificați valoarea |titlelink= (ajutor)